# Богомолово (Коми)
 Богомолово — деревня в Усть-Вымском районе Республики Коми в составе сельского поселения Гам.

## География
Расположена на правобережье Вычегды на расстоянии примерно 14 км по прямой от районного центра села Айкино на юго-запад.

## История
Известна с 1918 года как деревня с 52 жителями. В 1926 году здесь (Богомоловская) было дворов 13 и жителей 55, в 1939 62 жителя, в 1970 36, в 1989 14 (коми 50 %, русские 42 %), в 1995 — 14 жителей (4 хозяйства).

## Население
Постоянное население составляло 8 человек (коми 62 %, русские 38 %) в 2002 году, 11 в 2010.